# 정진섭 (정치인)
정진섭(鄭鎭燮, 1952년 4월 16일 ~ , 경기도 광주)은 대한민국의 17·18대 국회의원을 역임했다.

## 학력
- 1952년 4월 16일 경기도 광주 출생
- 전곡초등학교 졸업
- 경동중학교 졸업
- 경동고등학교 졸업
- 서울대학교 법학과 졸업

## 경력
- 1993년 ~ 1996년: 한국방송개발원 상임이사
- 환경운동연합 지도위원
- 나라정책연구회 운영위원
- 1998년 ~ 2004년: 한나라당 부대변인
- 2002년 ~ 2006년: 경기도지사 정책특보
- 한나라당 뉴밀레니엄위원회 위원
- 2004년 ~ 2005년: 한나라당 여의도연구소 운영본부장
- 2012년 2월: 새누리당 정책위원회 부의장
- 2012년 ~ 2013년: 새누리당 경기도당 위원장
- 2013년 3월 ~ 2015년 1월: 제44기 사법연수원
- 2015년 2월 ~ : 법무법인 광장 변호사
- 자유한국당 고문
- 2021년 8월 ~ 2021년 9월: 최재형 열린캠프 자문위원
- 문화체육관광부 고문변호사
- GKL사회공헌재단 이사장
- 국민의힘 경기도당 고문
- 대한민국헌정회 정책연구위원회 분과위원회 환경노동위원장

## 의정활동
- 2005년 ~ 2012년 5월: 제 17, 18대 한나라당 국회의원 (경기도 광주)
- 2005년 ~ 2006년: 국회 행정자치위원회 위원
- 2006년: 한나라당 기획위원장
- 2006년: 국회 환경노동위원회(예산결산소위원장) 위원
- 2006년: 한나라당 경기도당 수석부위원장
- 한나라당 재해대책특별위원회 위원
- 2006년 ~ 2007년: 국회 예산결산특별위원회 위원
- 2006년 ~ 2007년: 국회 투자활성화 및 일자리창출 특별위원회 위원
- 2007년: 국회 정치관계법 특별위원회 위원
- 2007년: 한나라당 나눔봉사위원회 사랑나눔본부장
- 2007년: 한나라당 대통령후보 경선관리위원회 위원
- 2007년 ~ 2009년: 18대 국회 전반기 환경노동위원회 위원 겸 한나라당 간사
- 2008년 3월: 한나라당 대표 비서실 실장
- 2008년: 국회 규제개혁특별위원회 위원
- 2009년 ~ 2011년: 18대 후반기 국회 국토해양위원회 위원
- 2008년: 한나라당 지방자치위원장
- 2009년 ~ 2011년: 국회 국토해양위원회 위원
- 2009년 4월: 국회 정보위원회 간사위원
- 2010년 8월 ~ 2011년 7월: 한나라당 전략기획본부 본부장
- 2011년 5월 ~ 2012년 2월: 한나라당 정책위원회 부의장
- 2011년 6월: 국회 환경노동위원회 위원
- 2011년 6월: 국회 예산결산특별위원회 위원
- 2011년 7월 ~ 2012년 2월: 한나라당 경기도당위원장
- 정치개혁특별위원회 위원

## 역대 선거 결과
|  | 33.11% |

|  | 36.91% |

|  | 33.15% |

|  | 59.19% |

|  | 48.47% |

## 같이 보기
- 광주시 (경기 선거구)
- 경기 광주시의 국회의원

## 가족 관계
- 배우자 : 이해선
  - 아들 : 정하규
    - 며느리 : 이진영